# 西部鉄道 (フランス)
西部鉄道(Compagnie des Chemins de Fer de l'Ouest)は1855年から1908年までフランスに存在した鉄道会社である。パリからフランス西部のノルマンディー、ブルターニュ地方への鉄道網を運営していた。1850年代以降のフランスの六大私鉄の一つである。1909年に経営難から国有鉄道に買収され、後にフランス国鉄の一部となった。

## 路線網
西部鉄道の路線網はパリからフランス西部方面に向かって広がっており、その範囲は現代の地域圏ではイル＝ド＝フランスの西部、オート＝ノルマンディー、バス＝ノルマンディー、ブルターニュ、ペイ・ド・ラ・ロワールの北部にあたる。また南は国有鉄道およびパリ・オルレアン鉄道、東は北部鉄道の路線網と接していた。主な幹線には以下があった。
- パリ＝サン＝ラザール - ル・アーブル線 (パリ - ルーアン - ル・アーヴル)
- パリ - カーン - シェルブール
- パリ - グランヴィル
- パリ - シャルトル - ル・マン - レンヌ - ブレスト

このほかパリ西部郊外のヴェルサイユ、サン＝ジェルマン＝アン＝レー、アルジャントゥイユなどへの路線も西部鉄道のものだった。パリにおけるターミナル駅はサン・ラザール駅およびモンパルナス駅であり、1900年以降はこれにアンヴァリッド駅が加わった。

## 歴史

### 会社設立まで

#### パリ・サン＝ジェルマン鉄道

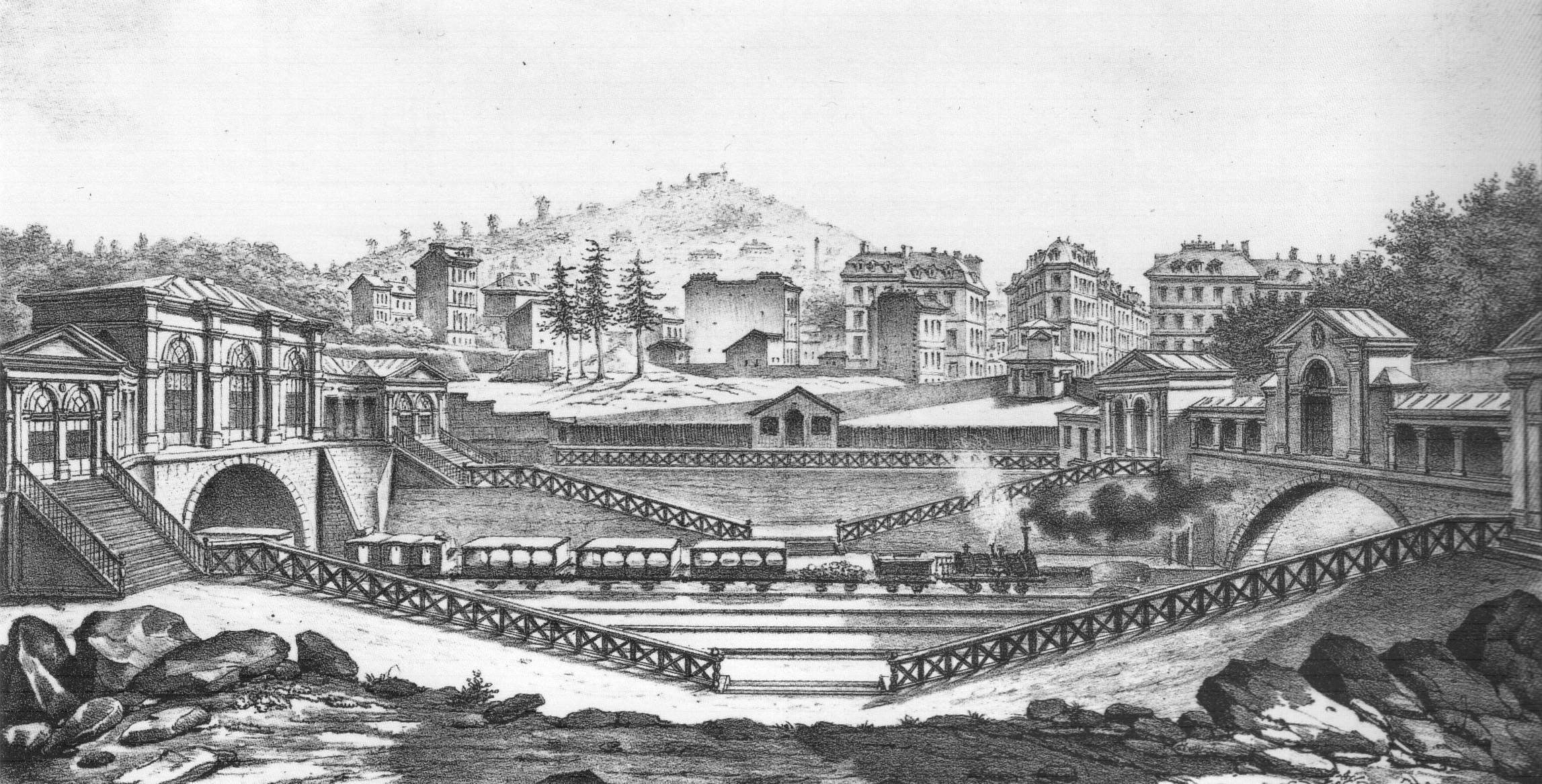
パリ・サン＝ジェルマン鉄道、ウーロップ広場の駅

パリとサン＝ジェルマン＝アン＝レーを結ぶ鉄道はパリ近郊における最初の鉄道である。1835年にパリ・サン＝ジェルマン鉄道会社が設立され、1837年8月24日にパリのウーロップ広場（現サン・ラザール駅のやや北）からル＝ペク（サン＝ジェルマン＝アン＝レーの一駅手前）までが開通した。
1847年にはル＝ペクからサン＝ジェルマン＝アン＝レーまでの区間が開業したが、この区間の勾配を登ることは当時の蒸気機関車には困難であるとして、線路の間に設置された管に駅から圧縮空気を送り込んで動力源とするという独特の方式がとられた。その後1860年には新型の蒸気機関車の登場により通常の蒸気機関車牽引に改められている。

#### ヴェルサイユへの鉄道
パリからヴェルサイユへの鉄道は2つの路線が別の会社により並行して建設された。
一つは現サン・ラザール駅を起点とし、パリ・サン＝ジェルマン鉄道から分岐してピュトーなどを経由してヴェルサイユに至るもの（右岸線、ligne Versailles Rive-Droite）であり、1839年8月2日に開業した。もう一つは現モンパルナス駅を起点にムードンなどを経由してヴェルサイユに至る路線（左岸線、ligne de Versailles Rive-Gauche）であり、1840年9月10日に開業した。右岸線と左岸線の運営会社は後に統合され、（初代）西部鉄道となる。
1842年5月8日、左岸線のムードン付近で機関車の車軸破断が原因となる列車火災が発生し、乗客55人が死亡した。これはフランス初の鉄道死亡事故であり、また一度に多数の死者を出した鉄道事故としては世界初のものであった。
また、1942年の幹線鉄道建設に関する法律に基づき、左岸線から分岐する形でレンヌ方面への路線の建設が始まり、1849年にシャルトル、1854年にはル・マンに達した。

#### パリ・ルーアン鉄道
パリからルーアンへの鉄道計画は1835年から存在し、1838年にはポントワーズ、ジソール(fr:Gisors)経由でルーアンへの鉄道建設を目指した会社が設立されたが、技術的困難から着工に至らなかった。1840年に別の会社が設立され、現サン・ラザール駅を起点にパリ・サン＝ジェルマン鉄道から分岐してセーヌ川沿いに線路を建設し、1843年5月9日にパリからルーアンまでが開通した。
その後、1847年にルーアンからル・アーヴルまでの延長線が、また1848年には途中で分岐しディエップに至る路線がそれぞれ別の会社により開業した。

#### 西部鉄道の発足
1850年代になると、フランス政府は中小の鉄道会社を統合させる政策をとった。これに従い、1855年に以下の鉄道会社6社が合併して西部鉄道が発足した。
- パリ・ルーアン鉄道
- ルーアン・ル＝アーヴル鉄道
- パリ・サン＝ジェルマン鉄道
- （初代）西部鉄道 - ヴェルサイユ右岸線、左岸線およびパリ・レンヌ線（ル・マン以遠は建設中）
- ディエップ・フェカン(fr:Fécamp)鉄道 - フェカンへの路線は建設中
- パリ・カーン・シェルブール鉄道 - 全線建設中

### 路線網の拡大

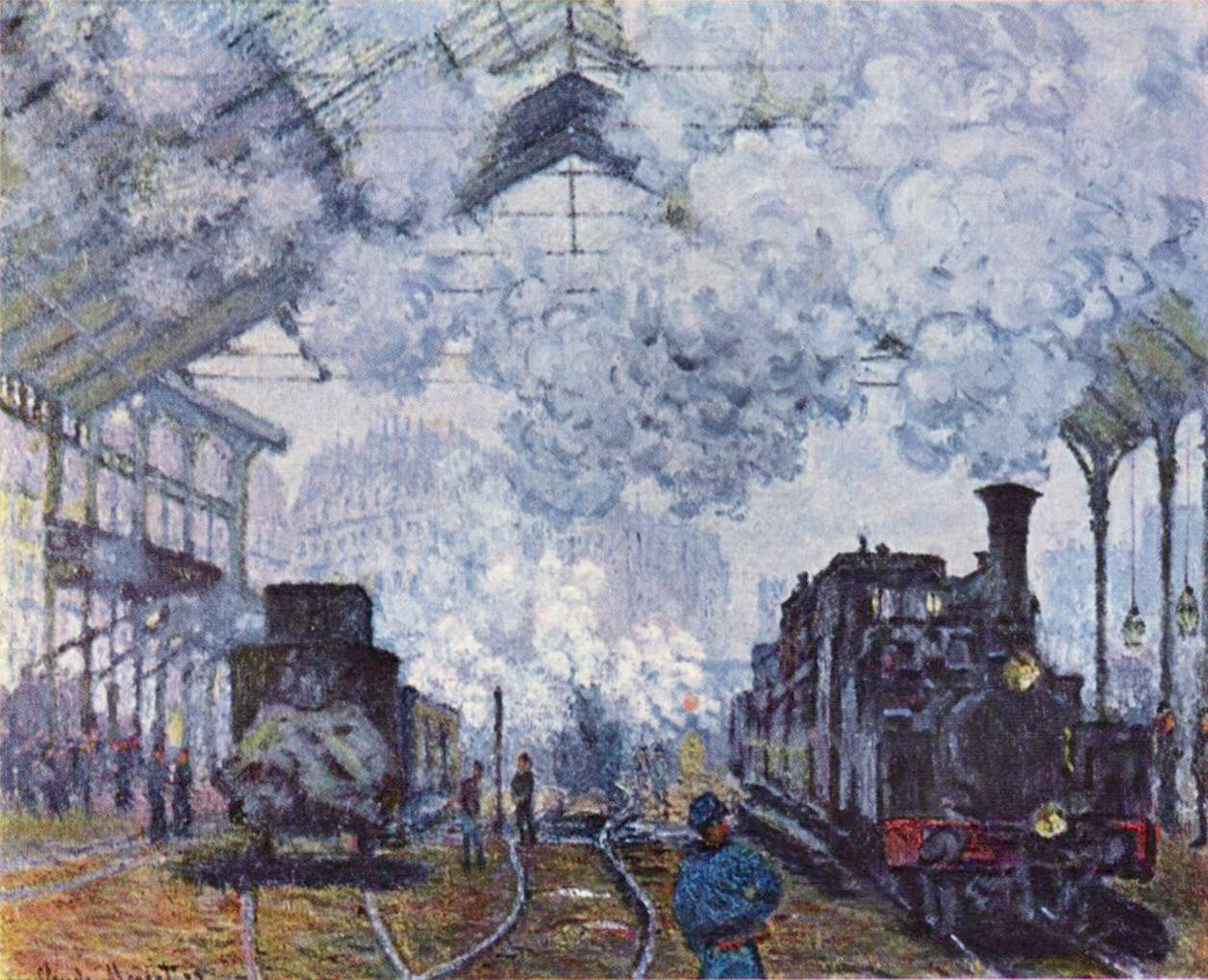
クロード・モネ「サン・ラザール駅」(1877年)

会社統合後、政府の方針に従いフランス西部の主要都市への路線建設が急速に進められた。主要都市への鉄道の到達年は以下の通りである。
- フェカン : 1856年
- カーン : 1855年
- シェルブール : 1858年
- グランヴィル : 1870年
- レンヌ : 1857年
- サン・マロ : 1864年
- ブレスト : 1865年
- アンジェ : 1863年[注釈 1]
- ナント : 1885年[注釈 1]

幹線網の建設は1880年頃にほぼ終わるが、以降は政府のローカル線整備計画「フレシネ計画(Plan Freycinet)」によりローカル線の建設が進められた。
1900年にはパリ万国博覧会に合わせてアンヴァリッド駅が開業した。また1902年にはパリ（アンヴァリッド駅）とヴェルサイユを結ぶ新路線(現RER C線の一部)が開通した。同路線は第三軌条方式で電化されており、パリ近郊では初となる電車の運転が行われた。

### 経営難と国有化
西部鉄道の沿線であるノルマンディー、ブルターニュ地方は農業を主産業とする地域であり、工業や商業の発達した都市が少なかった。このため西部鉄道の貨物輸送は活発ではなかった。さらにパリとルーアンやル・アーヴルの間ではセーヌ川の水運と競合しており、ブルターニュの主要都市であるナントへの輸送ではパリ・オルレアン鉄道に、英仏海峡の港への輸送では北部鉄道に対して不利な立場にあった。加えて政府の政策にしたがって建設したローカル線網が経営上の負担となっていた。
1908年7月13日の法律により、国有鉄道が5億15百万フランで買収することが決定した。1909年1月1日付で西部鉄道は国有鉄道に吸収されその歴史を終えた。その路線網は後にフランス国鉄の一部となった。